# Emil Hula
Profesor Emil Hula (4. září 1883, Noutonice – 17. březen 1942, Praha) byl český hudební pedagog, publicista a sběratel lidových písní, působící převážně na Slovensku. Po roce 1919 se zasloužil o povznesení hudebního života na Slovensku. Jeho příjmení se někdy vyskytuje i v nesprávné podobě "Hůla".

## Životopis
Narodil se a vyrůstal v českém prostředí. Studoval v Praze, kde absolvoval učitelský ústav a konzervatoř. V roce 1919 odešel na Slovensko, kde učil na učitelském ústavu v Modre (1919–1936) s krátkým přerušením v Bratislavě (1925–1926). Velkou měrou se zasloužil o povznesení hudebního života na Slovensku, byl šiřitelem československé vzájemnosti.

## Dílo

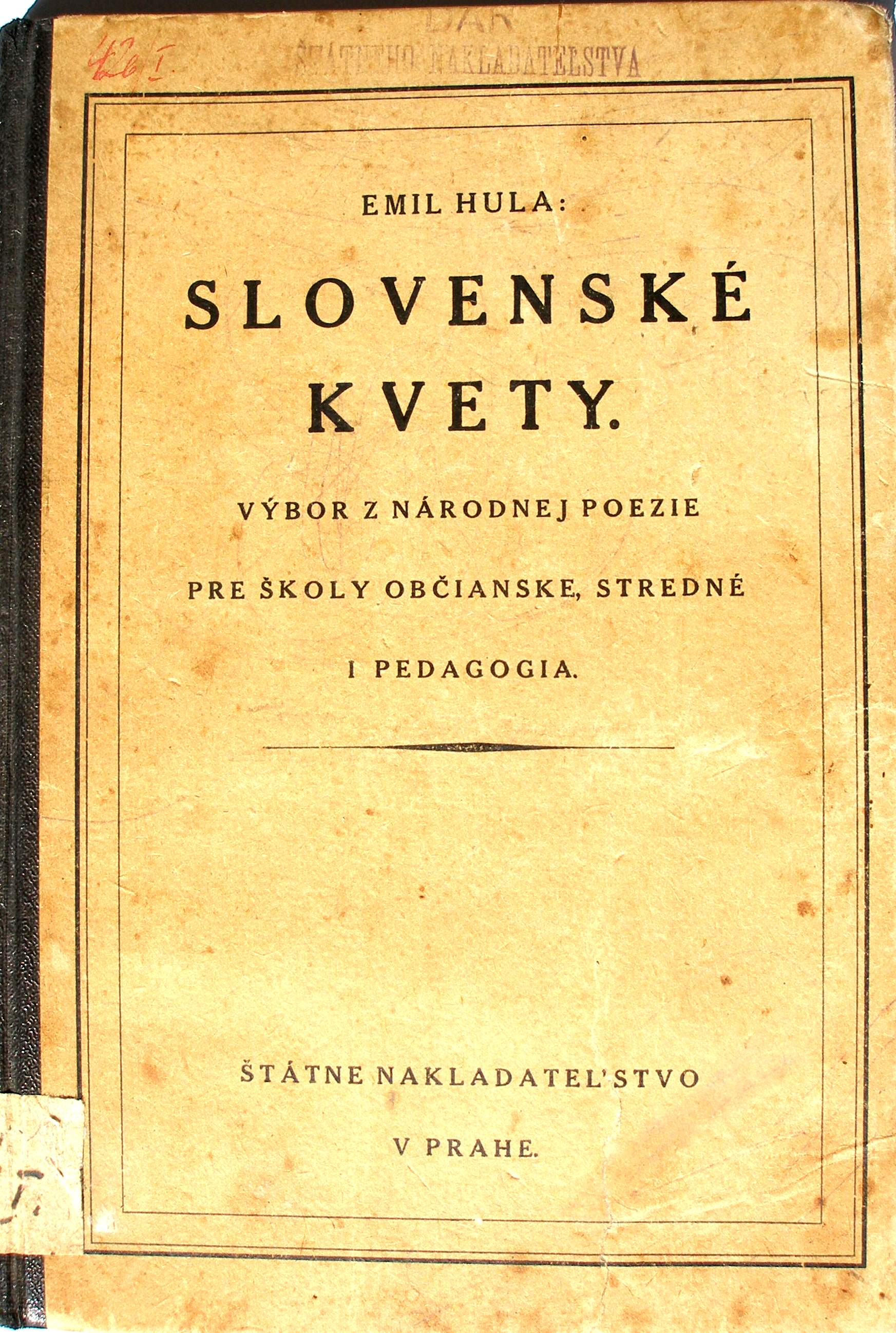
E. Hula: Slovenské květiny, učebnice

Emil Hula během svého života sesbíral asi 2 500 slovenských lidových písní. Je také autorem několika publikaci z oblasti metodiky hudební výchovy a hudebního života. Jeho pozůstalost v Archivu literatury a umění Slovenské národní knihovny představuje 1 856 archivních jednotek.
- Naše spievanky: Spevník pre slovenské deti. Díl 1: Pro 1., 2. a 3. škol. rok, Praha, Karel J. Barvitius, 1910
- Naše spievanky: Spevník pre slovenské deti. Díl 2: Pro 4. a 5. škol. rok, Praha, K. J. Barvitius, 1910
- Naše spievanky: Spevník pre slovenské deti. Díl 1: Pro 1., 2. a 3. škol. rok, druhé přepracované vydání, Praha, KJ Barvitius, 1920
- Naše spievanky: Spevník pre slovenské deti. Díl 3: Pro 6., 7. a 8. škol. rok, Praha, K. J. Barvitius, 1920
- Našim deťom: Národné riekadlá, rytmické hry a piesne pre školy ľudové, sešit 3. Prešov, Štehrovo knihkupectví, 1931[5]
- Slovenské kvety – Výbor z národnej poezie pre školy občianske, stredné i pedagogia, Praha, 1923, Státní nakladatelství.

Emil Hula své kladné postoje k slovenskému národu velmi jasně ukazuje například i v učebnici Slovenské kvety , kde při písni "Nad Tatrou sa blýska" píše doslova toto: "Přišel 28. říjen 1918, den svobody; pouta tisícileté nevole prasklo a píseň "N.T.", Maďary nenáviděná a po desetiletí zakazovaná, zazněla najednou hlasitě z tisíců hrdel, tak mocně, že její hlahol odrážel se od tatranských skal více než hlas martinských zvonů. V prosinci na to byla vyhlášena za druhou státní hymnu celého československého národa." "Národní hymna musí se zpívat přesně, jednotně a tak jak je předepsaná. Především je povinností slovenských škol všech kategorií, aby naši mládež naučili slovenské hymně opravdu správně. Také různé spolky a osvětové instituce mohou provést a jistě rady provedou bez obtíží velmi mnoho."
Autor učebnice dále připomíná, že tato památná píseň je svědkem neustálých bojů a národního útlaku, že je starým dědictvím našich otců, proto se musíme dívat na to, aby její přednes byl vždy a všude důstojný .